# Fasciite eosinofílica
Fascite eosinofílica, também conhecida como síndrome de Shulman,  é uma doença inflamatória que afeta a fáscia, outros tecidos conjuntivos, músculos circundantes, vasos sanguíneos e nervos. Ao contrário de outras formas de fasceíte, a fasceíte eosinofílica é tipicamente autolimitada e confinada aos braços e pernas, embora possa exigir tratamento com corticosteroides , e alguns casos estão associados à anemia aplástica. 
A condição foi caracterizada pela primeira vez em 1974,  mas ainda não se sabe se é realmente uma condição distinta ou apenas uma apresentação variante de outra síndrome. A apresentação é semelhante à da esclerodermia ou esclerose sistêmica. No entanto, ao contrário da esclerodermia, a fascite eosinofílica afeta as camadas fasciais mais profundas, em vez da derme; os efeitos característicos e graves da esclerodermia e da esclerose sistêmica, como a síndrome de Raynaud, envolvimento das extremidades, pequenos vasos sanguíneos proeminentes (telangiectasias) e alterações viscerais, como problemas de deglutição, estão ausentes. No entanto, o termo continua sendo usado para fins de diagnóstico. 

## Sinais e sintomas
Como a doença é rara e as apresentações clínicas variam, é difícil definir um conjunto claro de sintomas. Dor intensa e inchaço são frequentemente relatados, e a aparência da pele pode se assemelhar a casca de laranja.  Características menos comuns incluem dor nas articulações e síndrome do túnel do carpo. 

## Causa
A maioria dos casos é idiopática, mas exercício extenuante,  início de hemodiálise, infecção por Borrelia burgdorferi  e certos medicamentos, como estatinas, fenitoína, ramipril e heparina subcutânea,  podem desencadear a condição. 

## Diagnóstico
A chave para o diagnóstico é a observação de alterações cutâneas em combinação com eosinofilia , mas o teste mais preciso é uma biópsia de pele, fáscia e músculo. 

## Tratamento
Os tratamentos comuns incluem corticosteroides  como a prednisona, embora medicamentos como a hidroxicloroquina também tenham sido usados. O início precoce do tratamento geralmente indica um bom prognóstico se não houver envolvimento visceral. 

## Epidemiologia
A idade típica de início é de cerca de quarenta a cinquenta anos, embora tenham sido observados casos em crianças. Ainda não está claro se a condição é mais comum em mulheres ou homens; o número de pacientes é pequeno e os estudos conflitam em seus relatos de preponderância. 